# Benno Huve
Benno Huve (Enschede, 9 mei 1946) is een Nederlands voormalig voetballer. De verdediger kwam tijdens zijn profloopbaan uitsluitend uit voor FC Twente.
Huve speelde aanvankelijk voor Sportclub Enschede en kreeg na de fusie van deze club met de Enschedese Boys een jeugdcontract bij het nieuw gevormde FC Twente. In maart 1966 maakte hij zijn debuut in de eredivisie onder trainer Friedrich Donenfeld. Met de komst van trainer Kees Rijvers in het daaropvolgende seizoen kreeg Huve meer speeltijd. 
Huve speelde meestal als mandekker of als controlerende middenvelder. In een bekerwedstrijd tegen Fortuna SC in seizoen 1971/72 scheurde hij zijn kruisbanden, waardoor hij langdurig geblesseerd was. Hij keerde terug, maar bleef last houden van knieproblemen en was voornamelijk nog reserve en invaller. In december 1972 scoorde Huve zijn enige Europese treffer in een uitwedstrijd tegen UD Las Palmas. In de halve finale van de UEFA Cup van dat jaar tegen Borussia Mönchengladbach stond hij in de basis. Het was zijn laatste wedstrijd als betaald voetballer. Kort daarop werd hij wegens aanhoudende knieproblemen afgekeurd. Huve kwam tot 175 wedstrijden in de eredivisie, waarin hij vijf keer scoorde.
Na zijn carrière als profvoetballer werd Huve eigenaar van een bloemenwinkel. Voor het dagblad De Twentsche Courant Tubantia is hij rapporteur bij voetbalwedstrijden.